# Биологична смърт
Биологична смърт, или още мозъчна смърт, е необратимо прекратяване на електрохимичната активност в мозъка на един индивид вследствие на тотална некроза на церебралните неврони. Този момент се приема по дефиниция за границата между живота и смъртта. Състояние на мозъчна смърт не бива да се бърка с кома и продължително вегетативно състояние. Пациенти в състояние на мозъчна смърт могат да станат кадавърни (трупни) донори на органи. Мозъчна смърт може да е налице и преди сърцебиенето и кръвообращението да престанат; белите дробове, обаче, не биха функционирали без апарат за командно дишане. Установена мозъчна смърт (на целия мозък или на мозъчния ствол) има правен статут на смърт в почти целия свят.

## Правна история
Както според медицинската, така и според правната дефиниция, установяването на смъртта се състои в доказване на липса на определен набор от жизнени функции, като исторически традиционните са дихателната и сърдечната функции. В съвременната медицина, обаче, са познати състояния в които пациенти без пулс и дишане могат да бъдат върнати към живот. Обратно, съвременното медицинско оборудване позволява да се поддържа дихателата и сърдечната функция дори дълго след смъртта на пациента. Това налага нуждата от по-строга дефиниция на състоянието на смърт, особено във връзка с решението за експлантация на органи.
Съвременното законодателство по определяне на смъртта е въведено през 1960-те във всички държави с активни програми за трансплантация. Първата европейска държава, която приема мозъчната смърт като правна дефиниция и основен индикатор на смъртта е Финландия през 1971. Първият от Съединените американски щати, в който се приема същият закон, е Канзас. Специално създадена комисия на Медицински Университет на Харвард публикува ключов доклад през 1968 г., с който се дефинира необратима кома и начините за неоспоримото ѝ доказване. Харвардските критерии постепенно се приемат в целия цивилизован свят и се прилагат за установяването на мозъчна смърт. В САЩ, мозъчната смърт става общоприетата дефиниция на смърт въобще през 1981 г., с издаден от президентска комисия доклад – Дефиниция на смърт: медицински, правни и етични проблеми при определяне на състояние на смърт, като при това само липса на функции на целия мозък (а не само на мозъчната кора или ствол) се счита за състояние на смърт. Във Великобритания, с доклади от Кралския Медицински Колеж през 1976 и 1977, е отхвърлен като безсмислен от научна гледна точка критерият смърт на целия мозък, и вместо това за индикатор на смъртта е определена необратимата дисфункция на мозъчния ствол.

## Религията и мозъчната смърт
Религиите споделят или поне не оспорват правната и медицинската дефиниция на смъртта, но не всички насърчават донорство на органи. В ислямът например е абсолютно забранено извършването на донорство на органи или аутопсии на починалия човек като се счита, че то този начин се пречи на душата на мъртвия да се отдели и да замине в отвъдното в мир.
Изискване в Исляма е тялото да е непокътнато и чисто при преминаването му в отвъдното. Небесно погребение в Тибет е нещо обикновено. Под това се разбира поставяне тялото на умрелия на хълм, където се събират лешояди. Целта на заниманието е да се сведат останките на починалия до минимум. Будизмът смята тялото след смъртта за празно, а съчетано с вярването за прераждане се оказва нормално тялото да бъде дарено на природата и птиците, кремирано или изгорено. Всяка религия има строго индивидуално и различно отношение по отношение на смъртта.

## Патофизиологични процеси при мозъчна смърт
Причината за окончателната мозъчна смърт е запушването на кръвоносните съдове, снабдяващи мозъка. Това се случва след като тежка травма на мозъка предизвика приток на течности в черепа, които повишават вътречерепното налягане. Ако травмата не се забележи и овладее навреме, вътречерепното налягане ще расте до момента в който изравни артериалното налягане, при което потокът на кръв към мозъка ще престане. Вторият ефект от травмата ще бъде, че кръвоизливът и подуването предизвикват деформация на мозъчната тъкан и притискане на кръвоносните съдове към краищата и ръбовете на вътречерепните структури.
Мозъкът разполага с няколко механизма за да ограничи повишението на вътречерепното налягане и последствията от него: мозъчногръбначната течност може да се изцеди от черепа в субарахноидалното пространство на гръбначния стълб; производството на мозъчногръбначна течност спира; наблюдава се спонтанна хипервентилация и др. Спешната медицинска намеса цели същия ефект – използва се манитол и седативи, които да редуцират венозното налягане и да намалят нуждите на мозъка за кислород; изсмуква се непосредствено черепномозъчна течност; предизвиква се изкуствена хипервентилация. Хирургическата намеса ще бъде опит да се отстрани засегнатия обем – много ефективно е отстраняването на епидурални хематоми, които се предизвикват обичайно от екстрацеребрален кръвоизлив и уврежда мозъка сравнително слабо. Отстраняването на други видове хематоми рядко е така успешно, защото най-често те са дифузни по характер. В последния случай, хирургическата декомпресия на черепната кутия с цел понижаване на налягането има слаб успех, защото не успокоява съществено дифузната травма.
При неуспех с ограничаването на повишението на налягането, то изравнява артериалното и кръвотокът към мозъка спира. Нервните клетки са извънредно чувствителни към липсата на кислород, и при нормална температура започват скоро да се деформират, престават да поддържат вътреклетъчните процеси, структурата им се разрушава и в крайна сметка некротират в рамките на 10 – 15 минути.

## Медицински критерии
За да бъде диагностициран с мозъчна смърт, у пациента трябва да отсъстват каквито и да било клинични показатели за мозъчна дейност. Това включва отсъствие на реакция на болка и липса на рефлекси на черепномозъчните нерви. По-конкретно, за диагностицирането се използва отсъствието на зеничен рефлекс, вестибуло-окулярен рефлекс, роговичен рефлекс, липса на реакция при вестибуларна калорична стимулация и липса на спонтанна дихателна функция, липса на кашличен рефлекс и др. Същевременно, рефлексната дейност на гръбначния мозък (дълбоки сухожилни рефлекси, стереотипни флексорни отговори на крайниците) у такива починали е налична. Възможни са някои движения на рамото. При един от стандартните тестове – този за краткотрайно изключване на дихателния апарат – понякога починалият се изправя в леглото с разперени ръце, след което тялото отново се отпуска, т.нар. „белег на Лазар“.
Съществуват няколко клинични състояния, които наподобяват в една или друга степен мозъчната смърт (напр., свръхдоза барбитурати или седативи, алкохолна интоксикация, хипотермия, хипогликемия, кома и хронично вегетативно състояние). Тези състояния са обратими – често коматозни пациенти се възстановяват, а лица с тежки необратими неврологични нарушения могат понякога да запазят отделни мозъчни функции като спонтанното дишане, въпреки загубата на функциите както на мозъчната кора, така и на мозъчния ствол (такива случаи са наблюдавани при аненцефалия). Медицинския протокол за диагностициране на смърт е съобразен с тези състояния.
За установяване на мозъчна смърт често се използва още липсата на мозъчната активност, т.е., липса на електрически сигнали в мозъка и равна електроенцефалограма. Известни са състояния, при които мозъчната активност е толкова снижена, че не може да бъде детектирана с нормално медицинско оборудване – напр. при дълбока анестезия или сърдечен удар. В САЩ, тест с енцефалограма не се изисква при установяване на смърт, въпреки че се счита за потвърждение за смъртта. Във Великобритания, този тест не се счита за съществен.
Диагностицирането с мозъчна смърт е строго, точно, и се вземат мерки да се отличи от подобните на смърт обратими състояния. Вероятно най-широко прилаганите стандартни критерии за установяване на мозъчна смърт са американските, но в много европейски държави те се считат за недостатъчно обосновани и твърде предпазливи, и се използват, общо взето, по-широки критерии. Обичайното изискване е независима неврологична експертиза на двама независими лекари. Медицинския преглед трябва да докаже пълна и необратима липса на мозъчна дейност и може да включва две изоелектрични (т.е., равни) електроенцефалограми, като втората се прави 24 часа след първата. В много случаи – напр. на тежки мозъчни травми – необратимостта на смъртта е очевидна и без повторна електроенцефалограма. При тест с ЕЕГ, при съмнения за подобни на смърт състояния се изисква пациентът да бъде с нормална телесна температура и да не бъде под влияние на медикаменти, които могат да потиснат мозъчната активност. Алтернативна диагностична техника е тест с радиоактивни маркери за отсъствие на церебрална циркулация на кръвта.
В България, реда за установяване на смъртта се определя от министъра на здравеопазването. Документът, регламентиращ медицинските критерии и правния ред за това е действащата наредба №14 от 2004 г., и е по-близък до американската система. Според тази наредба, диагноза мозъчна смърт при наличие на сърдечна дейност може да се постави само в подходящите лечебни заведения, в които има обучени специалисти (а именно, експлантационните центрове). Смъртта се установява от комисия от трима лекари-специалисти по анестезиология, неврология, неврохирургия или рентгенология, назначена от ръководителя на лечебното заведение със съгласие на директора на Изпълнителната агенция по трансплантация. За необходимост се счита установено и диагностицирано заболяване или тежка мозъчна травма у починалия пациент, довело до трайното и необратимо прекратяване на всички функции на главния мозък, вкл. мозъчния ствол. Пациентът е в дълбока, ареактивна кома и на изкуствена белодробна вентилация. Процедура по установяване на смърт не започва в случаи на хипотермия, екзогенна или ендогенна интоксикация, използване на миорелаксанти. Използване на инструментален метод за потвърждаване на липса на мозъчен кръвоток е задължителен в случаи на деца под 6 години и при съмнения за въздействие на медикаменти и токсини, потискащи дейността на централната нервна система и миорелаксанти (в последния случай е задължително използването на ангиографско изследване). Правят се два клинични прегледа през не по-малко от 12 часа, вкл. две електроенцефалограми.

## Донорство на органи
Състоянието на мозъчна смърт по закон се счита за смърт, при все че в някои случаи функцията на сърцето, белите дробове и повечето други органи може да се поддържа известно време с помощта на медицинско оборудване (вазопресор, апарат за контролно дишане и др.) . Тялото на починалия пациент може да бъде използвано в такива случаи за кадавърен донор на органи за трансплантация. Органите на един-единствен такъв донор могат да спасят животите на осем и повече пациенти с изключително тежки и терминални заболявания .
В повечето случаи, дарителството на органи се осъществява след установяване на мозъчна смърт на пациент в реанимация, при обстоятелства в които функцията на останалите органи се поддържа апаратно. Според повечето законодателства, включително българското

, донорството се осъществява в два случая – или при декларирано приживе съгласие от страна на починалия пациент да стане донор на органи в случай на мозъчна смърт, или – когато починалият не е изразил волята си – при съгласие от страна на най-близките роднини. В България не се поддържа регистър на заявилите съгласие да бъдат донори, а близките роднини в почти всички случаи отказват да дарят органите на починалия за трансплантация .
Ако починалият с мозъчна смърт стане кадавърен донор, органите се експлантират хирургически от тялото и се транспортират в специални контейнари до трансплантационните центрове, в които се осъществяват трансплантациите на органа в тялото на реципиента. При изразено несъгласие за донорство от страна на близките или (приживе) от самия починал, командното дишане и поддържащите медикаменти се прекъсват, кръвообращението спира и органите загиват. Изключение прави случая на починала бременна жена, с цел запазване на плода.